# Harz
O Harz é a mais extensa e elevada cadeia montanhosa do norte da Alemanha. As colinas e montes que a compõem estendem-se através de parte importante dos estados de Niedersachsen, Sachsen-Anhalt e Turíngia. O nome Harz deriva da palavra Hardt ou Hart, de raiz germânica que significa montanha florestada.  A lendária montanha Brocken é o cume mais elevado do Harz com uma altitude de 1141,1 m acima do nível médio do mar. O pico de Wurmberg, com 971 m de altitude é o mais alto localizado inteiramente no estado da Baixa Saxónia.

## Principais povoações

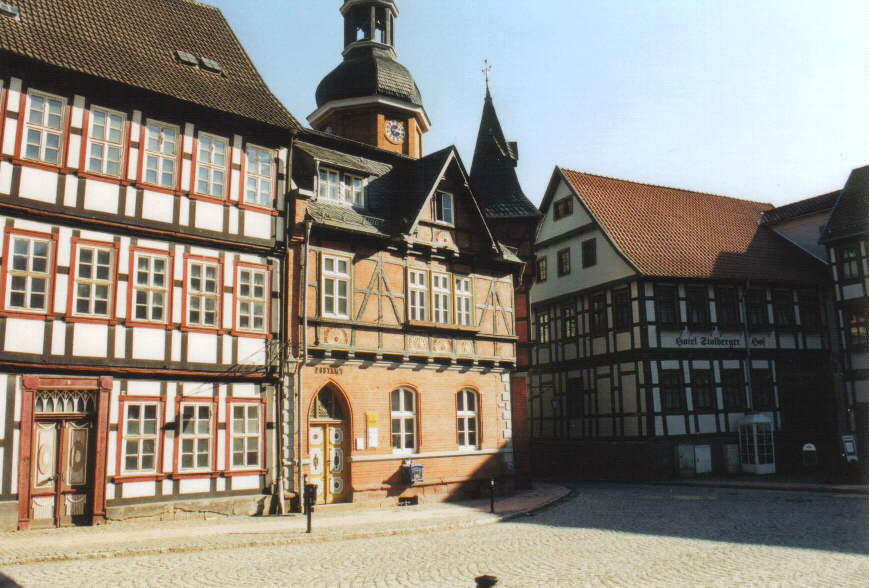
Stolberg

As seguintes cidades e vilas localizam-se na região do Harz:
| - Allrode - Altenau - Bad Grund (Harz) - Bad Harzburg - Bad Lauterberg im Harz - Bad Sachsa - Bad Suderode - Ballenstedt - Blankenburg (Harz) - Braunlage - Breitenstein (Harz) - Breitungen - Clausthal-Zellerfeld - Dietersdorf (Südharz) - Ellrich - Falkenstein/Harz - Gernrode - Gittelde | - Goslar - Hainrode (Südharz) - Harzgerode - Hattorf am Harz - Hayn (Harz) - Herrmannsacker - Herzberg am Harz - Ilfeld - Ilsenburg (Harz) - Kleinleinungen - Langelsheim - Mansfeld - Neustadt/Harz - Niedersachswerfen - Nordharz - Nordhausen - Oberharz am Brocken - Osterode am Harz | - Questenberg - Rieder - Roßla - Sangerhausen - Sankt Andreasberg - Schwenda - Seesen - Stolberg (Harz) - Thale - Uftrungen - Wieda - Wildemann - Walkenried - Wernigerode - Westerhausen - Wienrode - Wippra (Harz) - Zorge |